# 29-я улица (фильм, 1991)
«29-я улица» (англ. 29th Street) — американская комедия режиссёра Джорджа Галло.

## Сюжет
Фрэнк Пеше — невероятно удачливый человек. Однажды он покупает лотерейный билет и, по счастливой случайности, оказывается победителем рождественской лотереи. Однако, вместо того, чтобы торжественно получить выигрыш — несколько миллионов долларов, он попадает в полицию за то, что сорвался на местного священника.
После этого всю рождественскую ночь, находясь в полицейском участке, он рассказывает историю своей жизни…

## В ролях
- Дэнни Айелло — Фрэнк Пеше (старший)
- Энтони Лапалья — Фрэнк Пеше (младший)
- Лэйни Казан — миссис Пеше
- Фрэнк Пеше — Вито Пеше
- Роберт Форстер — сержант Тарталья
- Рон Карабацос — Филли

## Критика
Фильм набрал 82 % положительных отзывов (6.3 из 10) на сайте Rotten Tomatoes.